# روی تیتانات
روی تیتانات که با نام روی تیتانیوم اکسید نیز شناخته می‌شود، یک ترکیب معدنی با فرمول شیمیایی ZnTiO۳ است. این ماده پودری سفید و در آب غیرمحلول است.

## سمی بودن
روی تیتانات پوست، غشاهای محاطی و چشم‌ها را تحریک می‌کند.